# 雀 (小説)
「雀」（すずめ）は、太宰治の短編小説。
太宰は太平洋戦争末期に激化した日本本土空襲を逃れて、東京都から故郷である青森県津軽地方の金木町（現在は五所川原市の一部）に疎開しており、戦後の1946年（昭和21年）中頃までに執筆された。

## 概要
| 初出     | 『思潮』1946年9月号                      |
| 単行本   | 『冬の花火』（中央公論社、1947年7月5日） |
| 執筆時期 | 1946年中頃までに完成（推定）             |
| 原稿用紙 | 19枚                                     |

直筆原稿は、太宰とゆかりが深い東京都の三鷹市が880万円で2024年に購入した。同年5月、東京都内の古書店が所有しているとの情報を得て、太宰がこの時期に使っていた原稿用紙と同じで、筆跡や推敲なども含めた鑑定結果から本物と判断した。

## あらすじ
津軽に来てからひとつきほど経った頃、「私」は五所川原で煙草のキンシを30本ばかりと清酒を一升買い、金木町行きの津軽鉄道に乗った。「や、修治」と呼ぶ者がいた。旧友の加藤慶四郎君であった。慶四郎君は白衣で胸に傷痍軍人の徽章をつけていた。
慶四郎君は「私」と小学校が同クラスであった。東京のK大学に入り、そのまま東京の中学校の教師をしていたということは風の便りに聞いていた。兵隊に3年とられ、病気でたおれ、療養先の伊東温泉で終戦を迎え、生家に戻るところだという。召集と同時に妻子はこちらの家に疎開させていた。
「私」は清酒を無理矢理彼に押し付け、3日後に慶四郎君の家を訪ねる。彼は清酒には少しも手をつけずに「私」を待っていた。
伊東温泉の療養所のすじむかいに小さな射的場があって、その店にツネちゃんという娘さんがいた。はたちくらいで、母親はなく、父親は療養所の小使いをしていた。その頃、関西弁の若い色男の兵隊がツネちゃんをどうしたのこうしたのという評判があった。
慶四郎君がツネちゃんに疎開しないのかと尋ねると、ツネちゃんは「あなたたちと一緒よ。死んだって焼けたって、かまやしないじゃないの」と言った。この射的場で一ばんむずかしいのは、ブリキ細工の雀が時計の振子のように左右に動いているのを鉛の弾で撃つ「雀撃ち」ということになっている。妙に淋しくなった慶四郎君は「雀でも撃って見ようかな」と言って空気銃を取りあげた。